# Chalcoscirtus minutus
Chalcoscirtus minutus är en spindelart som beskrevs av Yuri M. Marusik 1990. Chalcoscirtus minutus ingår i släktet Chalcoscirtus och familjen hoppspindlar. Inga underarter finns listade i Catalogue of Life.